# Andryala ragusina
Andryala ragusina es una planta herbácea de la familia Asteraceae.

## Descripción
Es una planta perenne, leñosa en la base, frecuentemente multicaules, densamente cubiertas de pelos estrellados de blanco-amarillentos a pardo-ferrugíneos. Tallos de 20-40 (-50) cm de altura, ramificados desde la base o en la parte superior, con sólo pelos estrellados. Hojas de enteras a pinnatífidas; las inferiores oblanceoladas, ovado-elípticas o lineares, atenuadas en un pecíolo corto y ancho, las superiores a veces sentadas y truncadas. Capítulos solitarios sobre pedúnculos largos, con varias hojas bracteiformes. Involucro de 7-13 por 5-18 mm, campanulado en la fructificación, con 2-3 filas de brácteas. Brácteas involucrales densamente cubiertas de pelos estrellados en el dorso, negruzcas; las externas mucho más pequeñas que las internas, lineares; las internas linear-lanceoladas, planas. Receptáculo subglabro o con algunos pelos mucho más pequeños que los aquenios. Lígulas externas de 9-12 mm, con limbo de 6-8 mm. Aquenios de 2,4-2,7 por 0,3-0,4 mm, subcilíndricos y profundamente surcados longitudinalmente. Vilano de pelos blancoa de unos 5,5 mm. 2n = 18. Florece y fructifica en junio.

## Distribución y hábitat
Se encuentra en taludes y pastizales sobre suelos generalmente básicos. Es nativa de la península ibérica, Ibiza y Formentera (Baleares), sur de Francia y está presente en Córcega, Marruecos y Túnez

## Taxonomía
Andryala ragusina fue descrita por Carlos Linneo y publicado en Sp. Pl., ed. 2, 2: 1136, 1763
Sinónimos
- Andryala incana DC.
- Andryala laciniata Lam.
- Andryala lyrata Pourr.
- Andryala macrocephala Boiss. ex DC.
- Andryala ragusina var. incana (DC.) DC.
- Andryala ragusina var. lyrata (Pourr.) DC.
- Andryala ramosissima (DC.) Boiss.
- Andryala tomentosa Salisb.
- Crepis incana Lapeyr., Hist. Pl. Pyrenées, 483, 1813 non Crepis incana Sibth. nec Crepis incana Ledeb. nec Crepis incana Sm.[10]
- Hieracium linearifolium Monn.
- Rothia argentea Lapeyr.
- Rothia lyrata (Pourr.) Bub.

## Nombre común
- Castellano: ajonje (6), ajonje menor, ajonjera (4), ajonjilla (4), aljonge, aljonje, aonje, aonjera, arjonje, arjonjera, arjoní, arjunje, blanquilla (2), cenizo de monte, enjundia (2), grillo, hierba del estornudo, hierba pedorrera, hierbablanca, injundia, jonjera (2), lechera, lechiterna, liga, liria (4), litria, mata blanca (3), mata de hacer liga (2), mata de liria, mata del visco (2), mata pa hacer liga, mata viscosa, oreja de conejo, pan de conejo (3), terniya, viniebla, visco, yerba del estornudo, árnica. Los números entre paréntesis corresponden a la frecuencia registrada del nombre en España.[11]